# Dupla certificação
Dupla certificação refere-se ao documento emitido após a conclusão de um curso, superior ou não. Pode ser aplicado em dois casos específicos: 
1. Em escolas, quando o diploma tem certificação escolar e profissional;
2. Em universidades e cursos de pós-graduação, quando o diploma confere a formação nacional e internacional [1].